# Тысяча сияющих солнц (роман)
«Тысяча сияющих солнц» (англ. A Thousand Splendid Suns) — второй роман Халеда Хоссейни, изданный в 2007 году.

## Сюжет
Основная линия сюжета — судьба двух афганских девушек, юной красавицы Лейлы и «харами» Мариам. Обе вынуждены выйти замуж, обе переживают ужасы войны и кошмар личного подчинения воле супруга и общества. Накопившаяся за долгое время боль и обида выплескиваются в отчаянную попытку обрести личное счастье. 
Мариам — незаконнорождённая дочь богатого бизнесмена из Герата, выданная замуж в 15 лет и так и не сумевшая стать матерью. Мариам не получает никакого образования, кроме знаний молитв и Корана, однако даже живя в подчинении у мужа сохраняет твёрдый решительный характер и способность испытывать самые глубокие чувства.
Юная Лейла же любимица отца, образована и красива. А еще Лейла влюблена в своего друга детства Тарика. Молодым людям суждено быть вместе, однако война разлучает влюбленных, и беременная от Тарика Лейла становится второй женой Рашида, мужа Мариам.
Поначалу Мариам не принимает юную Лейлу. Но со временем из соперниц женщины превратятся в подруг, сестер и защитниц друг друга, способных на такую сильную любовь, ради которой не страшно умереть.

## Награды и успех романа
Роман стал бестселлером New York Times. Было продано более миллиона экземпляров в первую неделю продаж.